# Micipsa
Micipsa (llatí: Micipsa; grec antic: Μικίψας) va ser rei de Numídia. Era el fill més gran de Masinissa I dels que van sobreviure al pare.
Se'l menciona per primer cop l'any 150 aC quan Masinissa el va enviar amb el seu germà Gulussa com ambaixador a Cartago per demanar la restauració dels drets als partidaris de Masinissa que havien estat enviats a l'exili, però els cartaginesos no el van deixar entrar a la ciutat, li van tancar les portes i no van voler escoltar les seves proposicions.
A la mort de Masinissa l'any 148 aC Publi Corneli Escipió Emilià Africà Menor va repartir el regne entre els tres germans, Micipsa, Gulussa i Mastanabal. A Micipsa li va correspondre Cirta amb els tresors allí acumulats i l'administració financera del regne. La mort dels seus germans cap a l'any 145 aC el va deixar en la completa possessió del regne, que va conservar fins a la seva mort l'any 118 aC.
Es coneixen pocs esdeveniment del seu regnat, que en general va ser pacífic, ja que després de la caiguda de Cartago no tenia cap veí perillós. Va ser un aliat fidel dels romans als que va ajudar en la guerra a Hispània contra Viriat l'any 142 aC i després contra Numància. A la guerra de Numància el contingent númida estava manat pel seu nebot Jugurta, al que Micipsa va adoptar com a fill. Jugurta era ambiciós, però va controlar la seva ambició mentre Micipsa va viure.
Cap al final del seu regnat, l'any 125 aC, una epidèmia de pesta va afectar el regne i va matar segons es diu a unes vuit-centes mil persones. Tot i així Numídia durant el seu regnat es pot considerar un país pròsper. Diodor de Sicília el considera el més virtuós de tots els reis africans i diu que va atreure a la seva cort a filòsofs i escriptors grecs i que Micipsa mateix va estudiar filosofia cap al final de la seva vida. Va fer construccions remarcables a Cirta amb nombrosos edificis públics, i un bon nombre de colons grecs es van establir a Numídia.
A la seva mort el 118 aC va deixar el regne als seus dos fills Adhèrbal i Hiempsal I, i al seu nebot i fill adoptiu Jugurta. Segons Diodor també va deixar un fill que tenia el nom de Micipsa, però no és esmentat per cap altre autor.